# Pakicetus
Pakicetus (gr. “ballena de Pakistán”) es un género extinto del infraorden Cetacea que vivió durante el Eoceno (hace 53,8 a 40,4 millones de años), en lo que hoy es Pakistán. Los estratos donde se halló el fósil formaron parte de la costa del antiguo Mar de Tetis.

## Taxonomía
Pakicetus fue asignado a Protocetidae por Gingerich y Russell (1981), Carroll (1988) y Benton (1993). Fue luego asignado a la subfamilia Pakicetinae por Gingerich y Russell (1990) y McKenna y Bell (1997), y para Pakicetidae por Thewissen y Hussain (1998), Thewissen et al. (2001), Thewissen et al. (2001), Geisler y Sanders (2003), McLeod y Barnes (2008) y Uhen (2010).

## Descripción

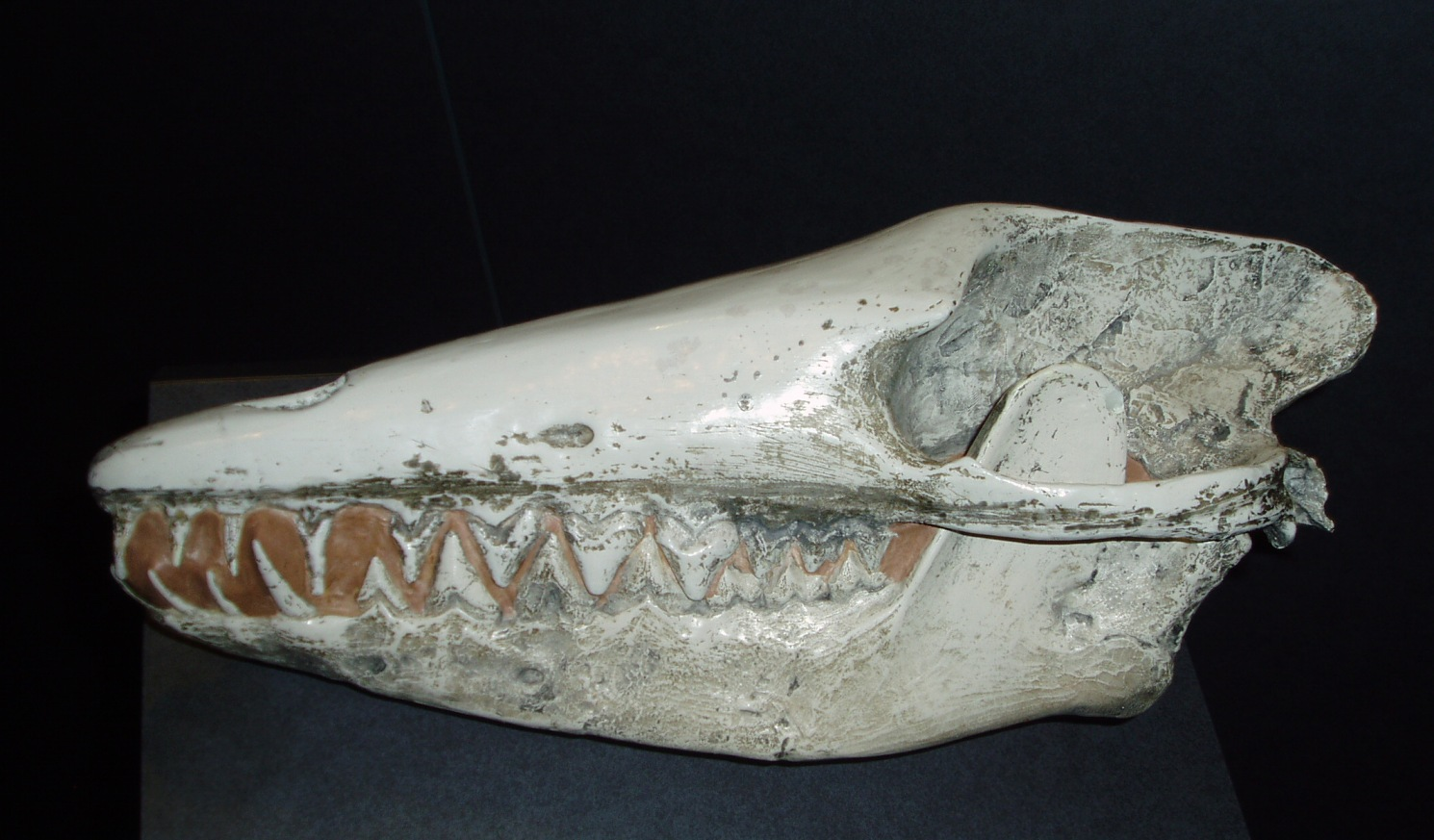
Cráneo de Pakicetus inachus.

Los primeros restos fósiles encontrados en la provincia pakistaní de Jaiber Pastunjuá en 1975 por una expedición a cargo del profesor Philip D. Gingerich (un cráneo cuya antigüedad se estimó en 49 millones de años) fueron considerados en principio como pertenecientes a un mesoniquio (un orden extinto de mamíferos), pero Gingerich & Russell lo reclasificaron como un cetáceo primitivo.
Fueron mamíferos terrestres similares a perros con pezuñas y cola gruesa. Se les vincula con los cetáceos actuales por sus oídos: la estructura de la bulla auditiva, que está formada exclusivamente a partir del hueso ectotimpánico, lo cual es muy inusual y solo se asemeja a la de los cráneos de los cetáceos: esta característica es definitoria de los cetáceos y no se halla en ningún otro mamífero. Al principio se creyó que el oído de Pakicetus estaba adaptado a oír bajo el agua, pero como se podría esperar de la anatomía del resto del esqueleto, los oídos estaban especializados a oír en el aire y la adaptación a oír bajo el agua debió ser posterior. Ello sugiere que se trata de una especie de transición entre los mamíferos terrestres extintos y los cetáceos modernos. Los dientes también se asemejan a los de las ballenas fósiles: eran aserrados y tenían forma triangular.

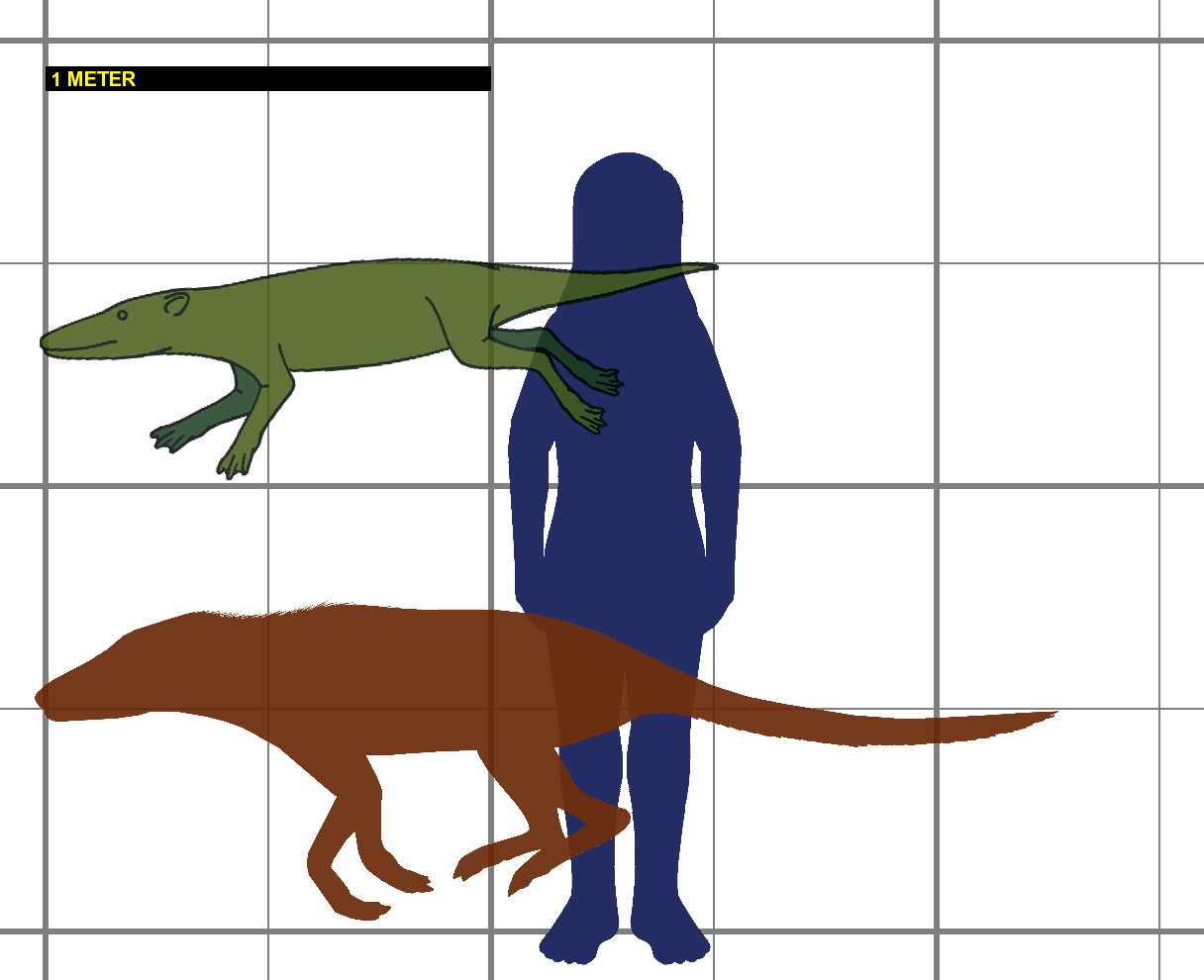
Tamaño comparativo.

Esqueletos encontrados en 2001 revelaron que Pakicetus fue un animal terrestre del tamaño aproximado de un lobo.
Aparentemente, Pakicetus, que sufría alguna especie de crisis a falta de alimentos en la tierra, comenzó a alimentarse de peces muertos en la costa del mar, y luego en las aguas superficiales. Debido a su carencia de aletas, este animal nadaba de forma muy torpe, y probablemente era presa fácil para los cocodrilos y tiburones prehistóricos. Una hipótesis razonable indica que Pakicetus, por su lentitud, no perseguía a sus presas, sino que se escondía en el agua esperando a que estas llegara hasta él.

## Posible naturaleza semiacuática
Algunos restos óseos completos adicionales fueron descubiertos en 2001, lo que condujo a la idea de que Pakicetus era principalmente un animal de tierra del tamaño de un lobo, y muy similar en su forma a los relacionados mesoníquidos. Thewissen et al. 2001 escribió que “Los pakicétidos eran mamíferos terrestres, no más anfibios que un tapir”.
Sin embargo, Thewissen et al. 2009 sostuvieron que "… las órbitas de estos cetáceos se encuentran muy juntas en la parte superior del cráneo, como es común en los animales acuáticos que viven en el agua, pero miran objetos en la superficie. Al igual que Indohyus, los huesos de las extremidades de los pakicétidos son osteoescleróticos, que también sugieren un hábitat acuático” (ya que los huesos fuertes proporcionan lastre).

## Galería

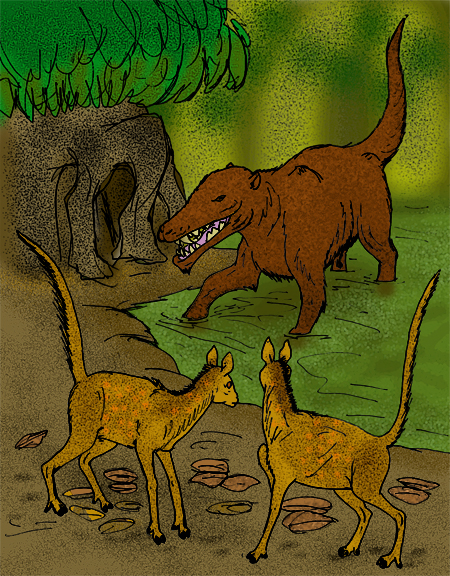
Diacodexis y Pakicetus inachus.
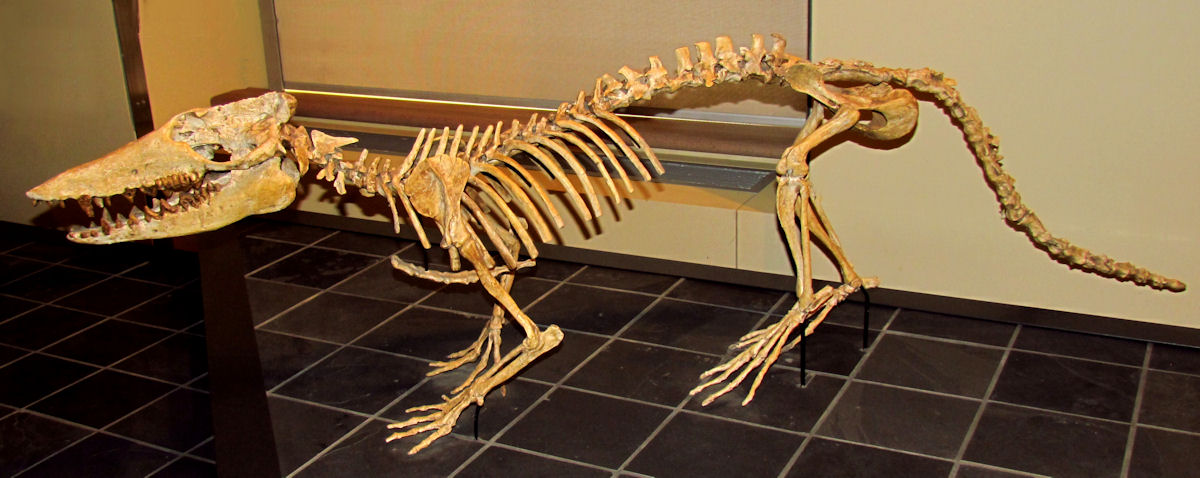
Restauración de un esqueleto en el Museo Real de Ontario.
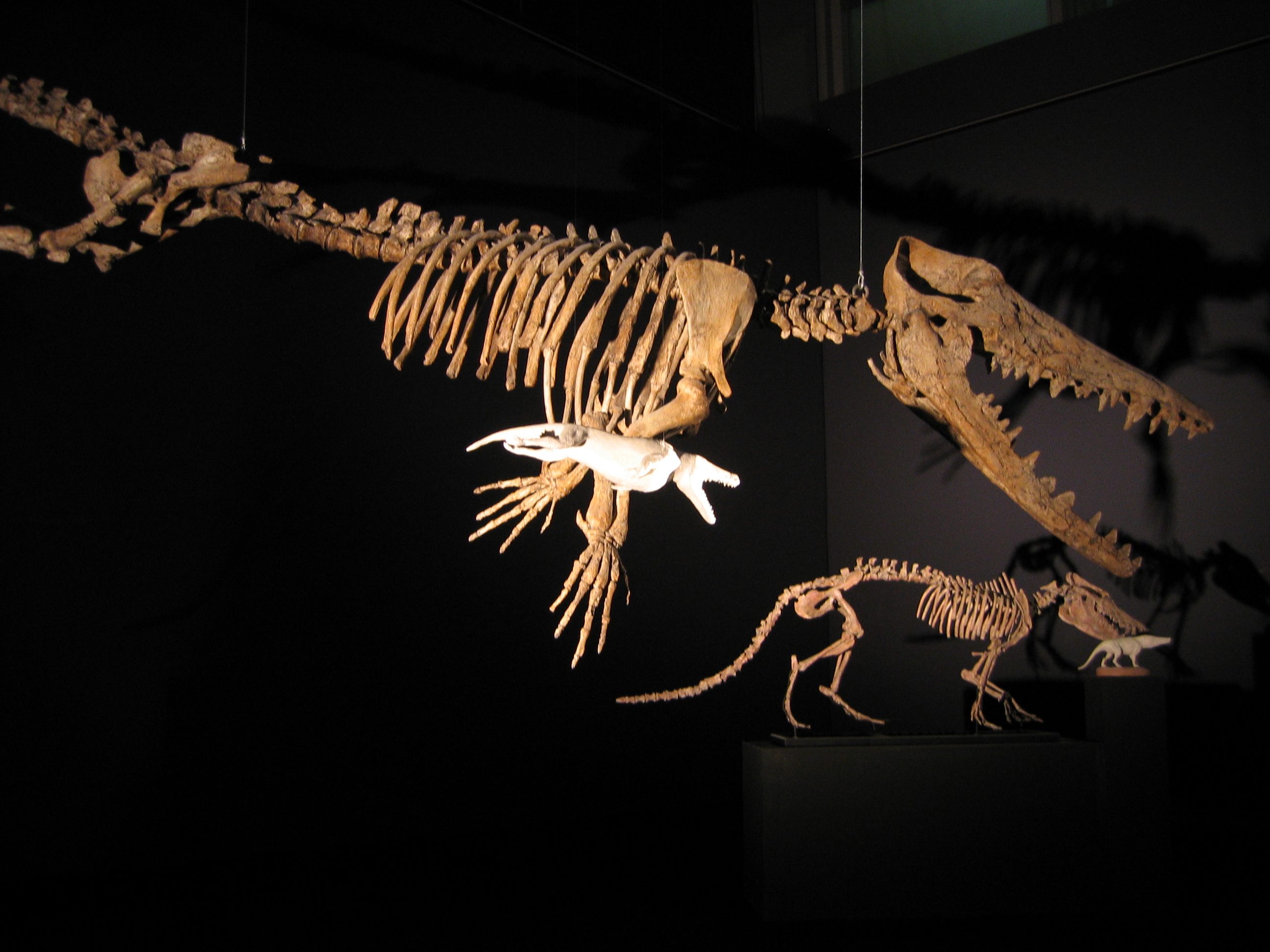
Esqueleto de un Pakicetus montado junto al de un Ambulocetus.